# Amy Bruckner
Amelia Ellen Bruckner (Conifer, Colorado, 28 de março de 1991) é uma atriz e cantora dos Estados Unidos. Ficou conhecida pelo papel de "Pim Diffy" na série Phil of the Future (Phil do Futuro em Portugal).

## Trabalhos

### Séries
- American Dragon: Jake Long: (2005-2007) como Haley Long
- Phil do Futuro (2004-2006) como Pim Diffy
- Malcolm (2004-2005) como Zoe
- Oliver Beene (2003-2004) como Susan Brotsky
- Judging Amy (1 episódio em 2003) como Emily Michaels
- American Dreams (1 episódio em 2003) como Elaine
- Regular Joe (1 episódio em 2003) como Allissa
- The West Wing (1 episódio em 2002) como Sally
- Ally McBeal (1 episódio em 2002) como Hayley
- ER (1 episódio em 2002) como Ariel

### Discografia
- DisneyMania 3 - Disney Channel Circle of Stars

#### Single
- A Dream is a Wish Your Heart Makes

### Filmografia
- Nancy Drew (2007) como Bess
- Ressalto (2005) como Annie
- Costume Party Capers: The Incredibles (2004) como Kid Kareoki
- They Are Among Us (2004) como Brandi

Apareceu como si mesma em:
- Totally Suite New Year's Eve (2003)
- Express Yourself (2001)

## Prêmios e Indicações
| Prêmios | Prêmios   | Prêmios             | Prêmios                                        | Prêmios                              |
| Ano     | Resultado | Premiação           | Categoria                                      | Título                               |
| ------- | --------- | ------------------- | ---------------------------------------------- | ------------------------------------ |
| 2006    | Indicada  | Young Artist Awards | Melhor Atriz em Série de TV (Comédia ou Drama) | Phil of the Future                   |
| 2008    | Indicada  | Young Artist Awards | Melhor Elenco Jovem                            | Nancy Drew e o Mistério de Hollywood |